# Hosziw
Hosziw (ukr. Гошів) – wieś na Ukrainie, w obwodzie żytomierskim, w rejonie owruckim. W 2001 roku liczyła 767 mieszkańców.
Miejscowość położona 12 km na południe od Owrucza.

## Urodzeni
- Nikodem (Baranowski)